# Alf Berne

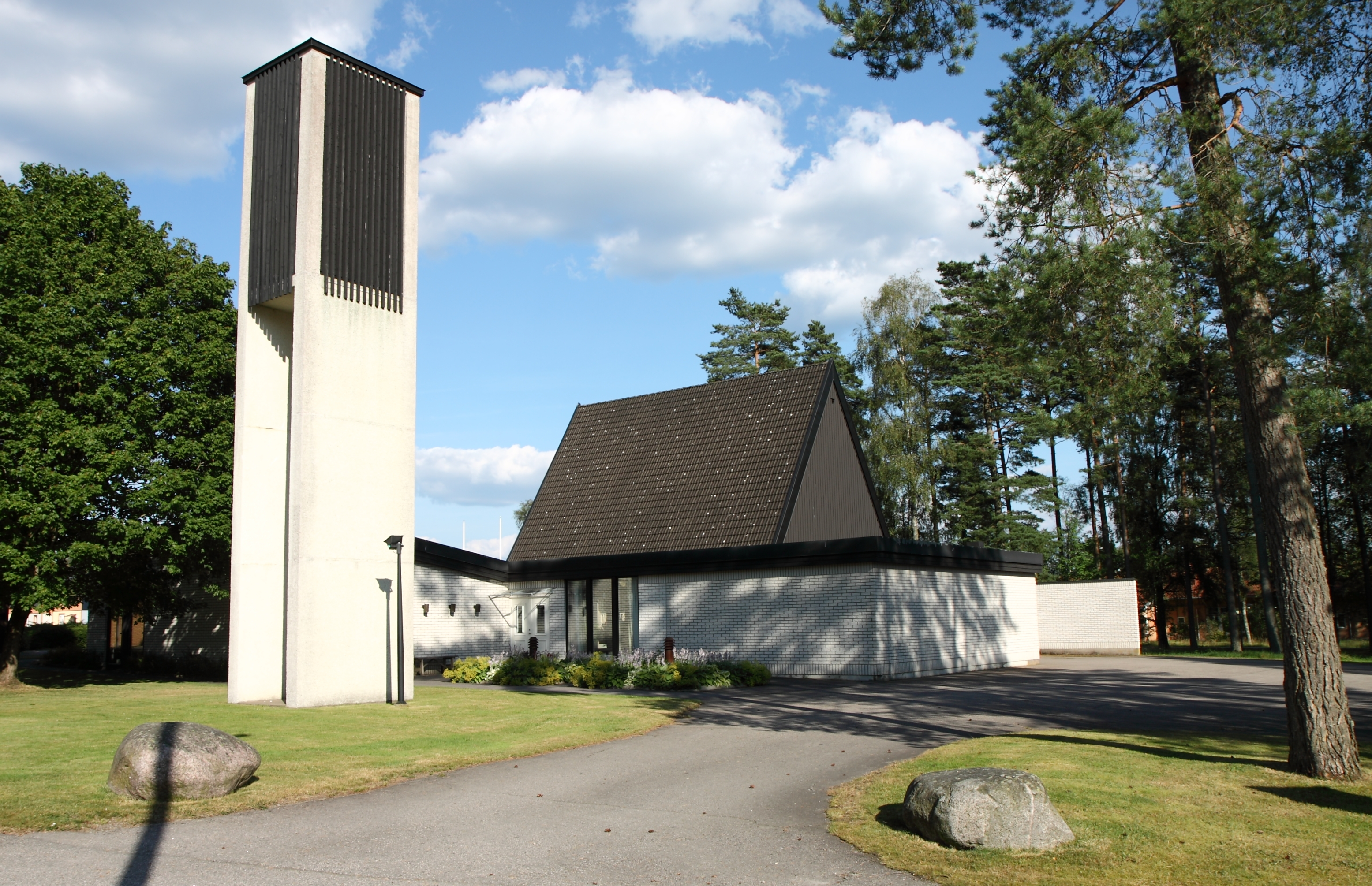
Grimsås kyrka (1969).

Alf Bertil Sigfrid Berne, född 16 november 1921 i Skövde, död 27 mars 1996 i Brämhults församling, Älvsborgs län, var en svensk arkitekt.
Efter studentexamen vid Nya Elementarskolan i Stockholm utexaminerades Berne från Chalmers tekniska högskola 1951. Han var anställd hos Bo Boustedt och Hans-Erland Heineman och senare vid Sjuhäradsbygdens arkitektkontor i Borås, där han ritade skolor och ålderdomshem. Han var stadsarkitekt i bland annat Sandhults, Toarps och Tranemo landskommuner, Skene köping samt Örby landskommun 1966–1970. Han bedrev senare Alf Berne Arkitektkontor AB i Borås och var anställd vid FFNS AB i Borås 1985–1986 (han medverkade vid arkitektkontorets etablering där). Han var även reservofficer vid Fortifikationen. Alf Berne är begravd på Brämhults kyrkogård.